# Baia della Gyda
La baia della Gyda (in russo Гыда́нская губа́?, Gydanskaja guba) è un'insenatura lungo la costa settentrionale russa, nel Circondario autonomo Jamalo-Nenec. È situata nella parte centro-meridionale del mare di Kara.

## Geografia
La baia si trova nella parte settentrionale della penisola di Gyda, stretta tra le penisole Javaj (Явай) e Mamont (полуостров Мамонта). Ha una forma ad L, con una lunghezza di circa 200 km e una larghezza di 62 km nel punto più largo La profondità massima è di 5–8 m, con flussi di marea di circa un metro. Vi sfociano i fiumi Gyda e Juribej (река Юрибей). È ricoperta di ghiaccio per la maggior parte dell'anno.
In passato era una pianura, sommersa durante l'innalzamento globale degli oceani. Le coste sono basse, composte di depositi marini e glaciali, e coperte da muschi, licheni e cespugli della tundra.